# دقيقة مائية جيجوية أحادية الخلية
دقيقة مائية جيجوية أحادية الخلية (الاسم العلمي: Undibacterium jejuense) هي نوع من البكتيريا، سلبية الغرام، تتبع جنس الدقائق مائية أحادية الخلية.